# Evelyn López
Juana Evelyn López Luna (México, 25 de diciembre de 1978) es una exfutbolista mexicana. Fue la máxima anotadora mexicana en el Torneo Preolímpico Femenino de la CONCACAF 2008, aunque no se clasificó, con 4 anotaciones. 

## Participaciones en Juegos Olímpicos
| Torneo                             | Sede   | Resultado        | Partidos | Goles |
| ---------------------------------- | ------ | ---------------- | -------- | ----- |
| Torneo olímpico femenino de fútbol | Grecia | Cuartos de final | 3        | 0     |

## Participaciones en Copa de Oro
| Copa                | Sede           | Resultado    | Partidos | Goles |
| ------------------- | -------------- | ------------ | -------- | ----- |
| Copa de Oro de 2006 | Estados Unidos | Tercer lugar | 5        | 2     |